# Bbno$
bbno$ (pronunciato babynomoney), pseudonimo di Alexander Leon Gumuchian (IPA: [æləɡˈzændər ˈliɑn ɡʊˈmuːtʃiːɛn]; Vancouver, 30 giugno 1995), è un rapper e cantautore canadese, noto soprattutto per il successo internazionale Lalala (2019).

## Biografia
Gumuchian è nato a Vancouver nel 1995. Ha studiato a casa prima di iniziare il liceo. Da piccolo, sua madre lo aveva incoraggiato a imparare il pianoforte, ma lui aveva sempre avuto problemi con la teoria musicale. Gumuchian sostiene di essere stato bravo con il ritmo e che gli piaceva suonare lo djembe, ma non ha ascoltato musica per svago fino all'età di 15 anni.

### 2014–2016: Broke Boy Gang e SoundCloud
Gumuchian ha iniziato a lavorare con la musica dopo aver subito un infortunio alla schiena che gli ha impedito di inseguire il suo sogno di nuotatore professionista. Si è interessato al rap e alla produzione musicale nel 2014 quando ha sperimentato GarageBand con un gruppo di amici. Gumuchian ha iniziato a fare semplicemente musica per divertimento con questo gruppo di amici che in seguito si sono chiamati Broke Boy Gang. Dopo cinque o sei mesi di esibizioni dal vivo come gruppo e la pubblicazione di più brani online, il gruppo si è sciolto. Ha iniziato a pubblicare brani su SoundCloud nel settembre 2016 con il soprannome di bbnomula, dove ha rapidamente guadagnato milioni di stream e followers. Ha guadagnato popolarità in Cina dove ha venduto i suoi primi tour da headliner "back-to-back". Ha accreditato la sua popolarità oltreoceano alla crew di danza cinese TFBoys, dopo che uno dei membri, Jackson Yee, ha ballato sulla pista Yoyo Tokyo alla sua stessa festa di compleanno.

### 2017–2018:Baby GravyEP eBbSteps
Nel 2017, Gumuchian ha pubblicato il suo primo EP, Baby Gravy, in collaborazione con Yung Gravy, poco prima di pubblicare il suo album di debutto in studio, Bb Steps, e il suo secondo EP, Whatever, con So Loki nel 2018.

### 2019:Recess,LalalaeI Don't Care At All
All'inizio del 2019, Gumuchian ha pubblicato il suo secondo album in studio, Recess, che si ispira all'omonimo show della Disney, e include collaborazioni con Y2K e Trippy Tha Kid. Molte tracce di Recess hanno guadagnato milioni di stream su Spotify. Gumuchian e Y2K sono stati riconosciuti per aver commercializzato il loro singolo Lalala online utilizzando vari siti web e applicazioni online, ovvero Tinder, account meme su Instagram, TikTok e Craigslist. La canzone è stata in grado di raggiungere il picco di oltre 20 classifiche in tutto il mondo e di guadagnare oltre 400 milioni di stream e 500.000 vendite negli Stati Uniti.
Più tardi, nel 2019, Gumuchian ha pubblicato un altro album, I Don't Care At All. L'album presentava vari singoli inediti, Slop, Bad Thoughts e Shining On My Ex, quest'ultimo con la collaborazione di Yung Gravy. L'album è stato prodotto esclusivamente da Y2K.

### 2020–2021:Baby Gravy 2, EdamameeEat Ya Veggies
Il 14 febbraio 2020 esce, come seguito dell'EP Baby Gravy, l'album Baby Gravy 2, sempre in collaborazione con Yung Gravy. Il 31 luglio 2020 partecipa come featuring al singolo 0ffline, del rapper italiano Thasup.
Il 9 ottobre pubblica il quinto album in studio Good Luck Have Fun. Il 14 maggio 2021 esce l'EP My Oh My.
Il 22 luglio 2021 esce Edamame, in collaborazione con Rich Brian. Il singolo viene poi incluso nel sesto album in studio Eat Ya Veggies, pubblicato il 24 ottobre 2021.

### 2022–2023:Bag or DieeBaby Gravy 3
Il 26 agosto 2022 partecipa al singolo Che uomo del rapper italiano Tuzzo. Il 21 ottobre pubblica il settimo album in studio Bag or Die, contenente i singoli Mathematics, Piccolo, Sophisticated e Touch Grass.
Il 23 agosto 2023 esce l'album Baby Gravy 3, terza collaborazione con il musicista Yung Gravy. Il 4 ottobre 2023 pubblica il singolo It Happens in collaborazione con la band russa Little Big.

### 2024–presente
Il 12 gennaio 2024 collabora con il rapper Tommy Cash nel singolo Tango. A marzo esce Lil' Freak, un singolo che utilizza un campionamento di Le Freak della band americana Chic. Il video musicale del singolo vede la partecipazione dello youtuber statunitense Cr1TiKaL. A maggio esce il singolo It Boy, a ottobre escono Two e Meant to Be.
Il 10 febbraio 2025 esce Check, 18 giorni dopo esce Antidepressants. A maggio escono Boom e Mary Poppins. Il 27 giugno 2025 esce 1-800 in collaborazione con la youtuber Ironmouse.

## Stile ed influenze
Gumuchian ha descritto la propria musica come "rap ossimorico", cioè "ignorante ma melodico".
Gumuchian è cresciuto ascoltando il bass dubstep e la musica house di nomi come Datsik e Excision, prima di ascoltare artisti hip hop come Tupac, Gucci Mane e Chief Keef. Ha citato Yung Lean, Pouya e M4RMOTTA come le sue principali ispirazioni come rapper bianchi.

## Vita privata
Bbno$ vive a Vancouver ma ha vissuto in precedenza a Kelowna dove ha conseguito la laurea in chinesiologia all'Università della Columbia Britannica nel 2019.

## Discografia

### Album in studio
- 2018 – Bb Steps
- 2019 – Recess
- 2019 – I Don't Care at All
- 2020 – Baby Gravy 2 (con Yung Gravy)
- 2020 – Good Luck Have Fun
- 2021 – Eat Ya Veggies
- 2022 – Bag or Die
- 2023 – Baby Gravy 3 (con Yung Gravy)